# John Patrick (football)
Finn  Benoa est un nom espagnol. Le premier nom de famille, en général paternel, est Finn ; le second, en général maternel, souvent omis, est Benoa.
Pour les articles homonymes, voir Patrick et John Patrick.
John Joe Patrick Finn Benoa, couramment appelé John Patrick, né le 24 septembre 2003 à Madrid, est un footballeur international irlandais qui évolue au poste de milieu de terrain au Stade de Reims.
Né en Espagne et ayant la double nationalité, il représente l'équipe de république d'Irlande au niveau international.

## Biographie

### Carrière en club
La carrière de John Patrick débute en 2012 au centre de formation du Real Madrid, La Fábrica, à l'âge de 9 ans. Entre 2014 et 2018, il rejoint successivement le CD Canillas (en), l'Alcobendas CF (en) puis enfin le Getafe CF. Le 5 décembre 2020, avant même de faire ses débuts avec l'équipe B de Getafe, il rentre en jeu avec l'équipe professionnelle lors d'un match de championnat d'Espagne, remplaçant Ángel dans les dernières minutes d'une défaite 0 - 3 à Levante. À l'âge de 17 ans et 42 jours, il devient à l'occasion le plus jeune joueur de l'histoire de Getafe.

### Carrière internationale
John Patrick naît en Espagne d'un père irlandais, originaire de Ballyhaunis, et d'une mère franco-camerounaise. De ce fait, il est éligible pour représenter l'Espagne, l'Irlande et le Cameroun au niveau international.
En mars 2021, Jim Crawford, sélectionneur de l'équipe d'Irlande espoirs, confirme en conférence de presse que le joueur a choisi de représenter l'Irlande. Le 4 octobre de la même année, il est appelé pour la première fois en équipe des moins de 19 ans, et dispute deux matchs amicaux contre la Suède à Marbella, en Espagne,.

## Palmarès

### En club
Il est finaliste de la Coupe de France en 2025 avec le Stade de Reims.